# ФК „Кайлъка“ (Плевен)
„Кайлъка“ е футболен клуб от град Плевен, България. Играе мачовете си на стадион „Бели орли“.

## История
ФК „Кайлъка“ Плевен е основан на 29 май 2015 г. в град Плевен. За президент на клуба е избран Пламен Тодоров. Основния цвят на екипите е оранжево с черни гащета и чорапи, а резервният жълто-червен. Започва участието си в първенството на „Б“ ОФГ-Запад 2015/2016 г., като през първия полусезон домакинства в с. Ясен. От началото на 2016 г. заиграва на ст. Бели Орли в гр. Плевен.
Политиката на клуба е да привлича млади плевенски футболисти, както и доказани състезатели от чужбина. Оганиру Анядике Уидиади е нигириец, опорен халф на 22 години, играл в местния шампионат на своята страна. Хуан Канелас идва от 4-та дивизия на Испания, крило на 24 години. Никос Ксациоу е от Албания, централен защитник на 24 години.

## Успехи
През сезон 2015/2016 г. отборът завършва на 8 място в „Б“ ОФГ-Запад, постига най-изразителната победа като гост в цялото първенство над „Левски“ Сухаче с 6:3 който влиза в „А“ ОФГ през същата година.
Сезон 2016/2017 г. е по-успешен от предходният. Мечките завършват на 5-о място в крайното класиране.

## Състав
Президент – Пламен Тодоров
Изпълнителен Директор – Емил Кунев
Ст. треньор – Марио Кунчев
Администратор – Галин Райнов
Лекар – д-р Иван Малкодански
Началник охрана – Светослав Тончев
1. Стефан Моллов
2. Евгени Орелов
3. Николай Младенов
4. Александър Тодоров
5. Иво Тодоров
6. Оганиру Анядике Уидиади
7. Хуан Канелас
8. Венцислав Николов
9. Росен Бетовски
10. Ангел Стоянов
11. Марио Кунчев
12. Пламен Островски
13. Йордан Иванов
14. Петко Кунчев
15. Венелин Беновски
16. Петър Гетов
17. Иван Ангелов
18. Преслав Петров
19. Радослав Георгиев
20. Никола Йорданов
21. Радослав Хитов
22. Димитър Райнов
23. Ангел Ангелов
24. Калин Атанасов
25. Никос Ксациоу